# Ophioscincus ophioscincus
Ophioscincus ophioscincus — вид сцинкоподібних ящірок родини сцинкових (Scincidae). Ендемік Австралії.

## Поширення й екологія
Ophioscincus ophioscincus мешкають в горах і прибережних районах на південному сході Квінсленду. Вони живуть у вологих і сухих склерофітних лісах та у вологих чагарникових заростях.